# Le Val-de-Guéblange
Le Val-de-Guéblange és un municipi francès, situat al departament del Mosel·la i a la regió del Gran Est. L'any 2007 tenia 876 habitants.

## Demografia

### Població
El 2007 la població de fet de Le Val-de-Guéblange era de 876 persones. Hi havia 338 famílies, de les quals 92 eren unipersonals (44 homes vivint sols i 48 dones vivint soles), 97 parelles sense fills, 129 parelles amb fills i 20 famílies monoparentals amb fills.
La població ha evolucionat segons el següent gràfic:
Habitants censats

### Habitatges
El 2007 hi havia 384 habitatges, 348 eren l'habitatge principal de la família, 6 eren segones residències i 30 estaven desocupats. 359 eren cases i 23 eren apartaments. Dels 348 habitatges principals, 308 estaven ocupats pels seus propietaris, 27 estaven llogats i ocupats pels llogaters i 13 estaven cedits a títol gratuït; 3 tenien dues cambres, 22 en tenien tres, 64 en tenien quatre i 259 en tenien cinc o més. 312 habitatges disposaven pel capbaix d'una plaça de pàrquing. A 138 habitatges hi havia un automòbil i a 176 n'hi havia dos o més.

### Piràmide de població
La piràmide de població per edats i sexe el 2009 era:
| Homes | Edats   | Dones |
| ----- | ------- | ----- |
| 0     | 95 o +  | 0     |
| 0     | 90 a 94 | 0     |
| 8     | 85 a 89 | 8     |
| 4     | 80 a 84 | 12    |
| 12    | 75 a 79 | 12    |
| 12    | 70 a 74 | 16    |
| 36    | 65 a 69 | 40    |
| 32    | 60 a 64 | 32    |
| 20    | 55 a 59 | 12    |
| 16    | 50 a 54 | 12    |
| 60    | 45 a 49 | 32    |
| 16    | 40 a 44 | 64    |
| 36    | 35 a 39 | 28    |
| 36    | 30 a 34 | 32    |
| 24    | 25 a 29 | 16    |
| 28    | 20 a 24 | 24    |
| 32    | 15 a 19 | 40    |
| 44    | 10 a 14 | 20    |
| 56    | 5 a 9   | 28    |
| 12    | 0 a 4   | 16    |

## Economia
El 2007 la població en edat de treballar era de 561 persones, 364 eren actives i 197 eren inactives. De les 364 persones actives 330 estaven ocupades (196 homes i 134 dones) i 34 estaven aturades (15 homes i 19 dones). De les 197 persones inactives 43 estaven jubilades, 53 estaven estudiant i 101 estaven classificades com a «altres inactius».

### Ingressos
El 2009 a Le Val-de-Guéblange hi havia 363 unitats fiscals que integraven 913 persones, la mediana anual d'ingressos fiscals per persona era de 16.984 €.

### Activitats econòmiques
Dels 11 establiments que hi havia el 2007, 1 era d'una empresa alimentària, 2 d'empreses de fabricació d'altres productes industrials, 4 d'empreses de construcció, 1 d'una empresa financera, 2 d'empreses de serveis i 1 d'una empresa classificada com a «altres activitats de serveis».
Dels 5 establiments de servei als particulars que hi havia el 2009, 1 era una oficina bancària, 1 funerària, 1 guixaire pintor i 2 electricistes.
Els 2 establiments comercials que hi havia el 2009 eren fleques.
L'any 2000 a Le Val-de-Guéblange hi havia 20 explotacions agrícoles que ocupaven un total de 954 hectàrees.

## Equipaments sanitaris i escolars
El 2009 hi havia 1 escola maternal i 1 escola elemental.

## Poblacions més properes
El següent diagrama mostra les poblacions més properes.